# 日本占領時期死難人民記念碑
日本占領時期死難人民記念碑（にほんせんりょうじきしなんじんみんきねんひ）、一般に英語: the Civilian War Memorial（市民戦没者記念碑）は、シンガポール・ダウンタウン・コアの戦争記念公園にある高さ約68メートルの慰霊塔。1967年に、シンガポール中華総商会が中心となって、1960年代初めにシンガポール島内で発掘された華僑粛清の犠牲者の遺骨を納め、1942年2月から1945年8月の日本軍占領時期の市民戦没者追悼のため建設された。日本語文献では血債問題との関連から血債の塔とも呼ばれる。「チョップスティックス（箸）」の愛称がある。

## 建立
1961年の暮れから翌1962年1月にかけて、シンガポールの東海岸一帯で日本軍が占領直後に行った華僑粛清の犠牲者の遺骨とみられる大量の白骨が出土したことをきっかけに、シンガポール中華総商会は「日本占領時期死難人民遺骸善後委員会」を組織してシンガポール全島で遺骨の発掘調査を行い、遺骨を埋葬して慰霊碑を建設することになった。
1963年3月には「日本占領時期死難人民記念碑募捐委員会」が結成され、記念碑建設のための募金が始められた。同年4月にシンガポールで行われた募金運動の開会式では、リー・クアンユー首相が演説をした。
1966年3月に慰霊塔の建設工事が開始され、建設途中の1966年11月に、島内35ヵ所から発掘・収集された遺骸を納めた甕607甕のうち、身元が判明した2甕を除いて605甕が台座の下に収められた。
1967年1月に竣工、竣工後の管理はシンガポール政府に委ねられた。
記念碑の建設費用48.7万シンガポール・ドルは、シンガポール中華総商会などが集めた募金28万シンガポール・ドルと、政府からの拠出金20.7万シンガポール・ドルで賄われた。

## 意匠

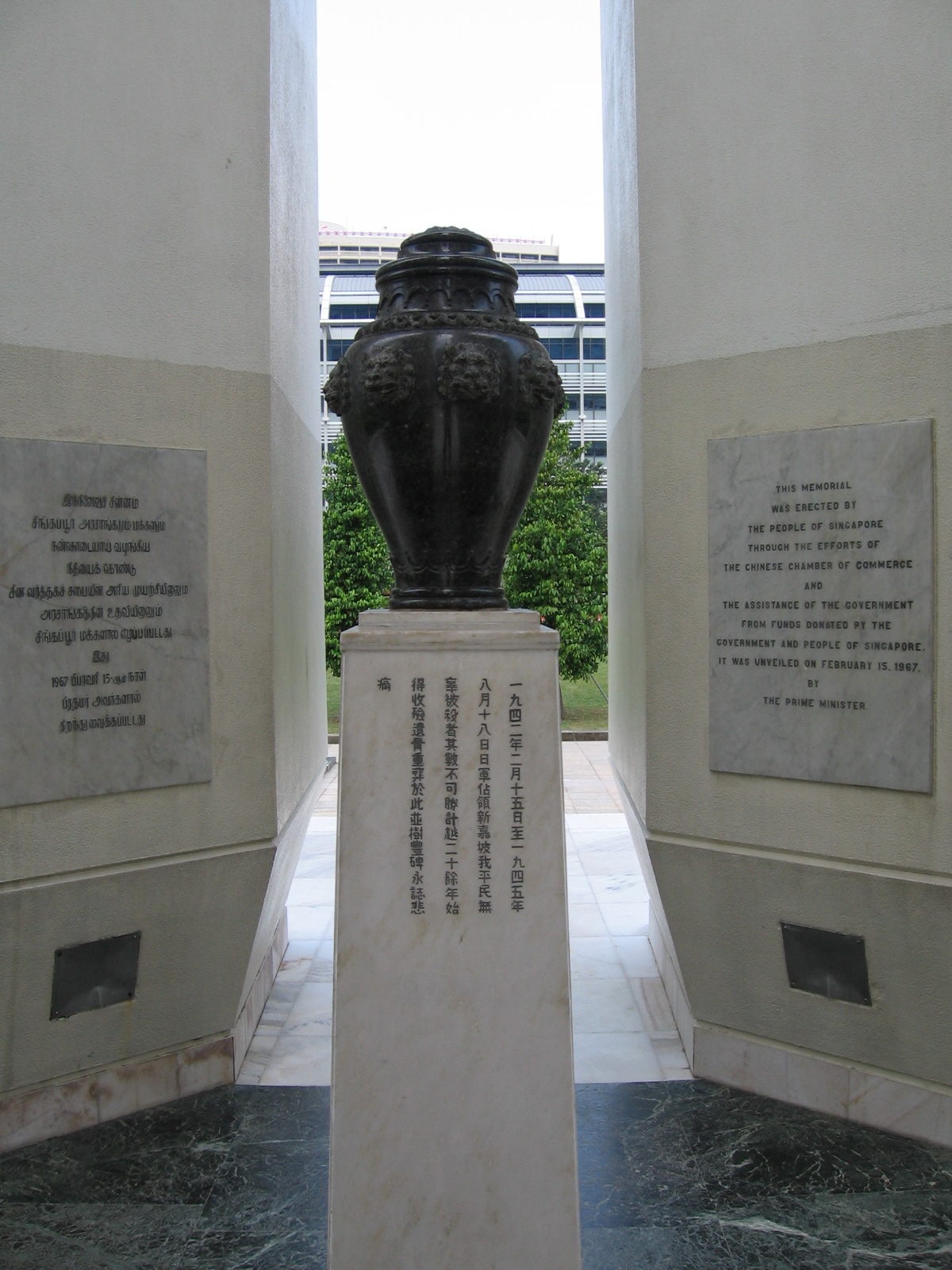
青銅の壷と台座の碑文

当初は、日本軍の占領直後に起きたシンガポール華僑粛清事件の犠牲者の慰霊碑とすることが考えられていたが、最終的には、日本の占領中に犠牲になったシンガポールの全市民のための慰霊碑として建立された。
碑は高さ約68メートルの4本の白い塔からなり、4つはそれぞれ華人、マレー人、インド人、ユーラシア人を象徴している。
塔の名称は英語: the Civilian War Memorial（市民戦没者記念碑）と呼ばれており、記念碑の正面礎石には「中国語: 日本佔领时期死难人民纪念碑（英語: The Memorial to the Civilian Victims of the Japanese Occupation）1942-1945」と刻まれている。日本語文献では、中国語の正式名称から日本占領時期死難人民記念碑、あるいは血債問題との関連から血債の塔と呼ばれている。また形状が似ていることから、「チョップスティックス（箸）」の愛称がある。
碑の台座には、英語、中国語、マレー語およびタミル語で碑文が刻まれている。英語碑文は「深く永遠の悲しみをもって、日本軍がシンガポールを占領していた1942年2月15日より1945年8月18日までの間に殺されたわが市民の追悼のために、この記念碑は捧げられる」との内容になっている。
塔の基底部には、台座下にある犠牲者の遺骨を納めた甕の象徴として、青銅の壹が置かれている。
記録が不足しているためこの出来事により殺害された正確な人数は不明だが、 日本が公表した数字は5,000人。当時の新聞記者である1人、Hishakari Takafumiは、元は5万人の中国人を殺害することが目的であり、命令を受けたときにその半分に達したと主張している。

## 所在地
シンガポール・ダウンタウン・コアの、ブラス・バッサー路とビーチ路 (シンガポール)の交差点の、ラッフルズ・ホテルの向い側にある戦争記念公園の中にある。

## 慰霊

### 落成式
1967年2月15日に、リー・クアンユー総理の主催で、政府幹部、各国使節、各界代表、遺族ら約1千人が参列して落成式が行われた。

### 追悼式
以来毎年2月15日に犠牲者の追悼式が行われている。

### 日本人の参拝
1967年10月、血債問題が解決をみた直後に佐藤栄作首相がシンガポールを訪問したが、慰霊塔は訪問しなかった。
1976年2月15日の追悼式には、高橋・シンガポール日本人会会長と林・日本商工会議所会頭が参列、供花した。
1994年8月28日に、村山富市首相が日本の首相として初めて慰霊塔を訪れ、献花した。
2017年2月15日の75周年の追悼式では、日本大使の篠田研次が初めて、追悼式に日本国代表として公式参加し、慰霊塔に献花、「深い悲しみと哀悼の意」を「日本人の圧倒的多数とともに共有」と慰霊の言葉を述べ、現地でも広く報道された。当日は、現地のシンガポール日本人学校の代表として、現地在住日本人の子弟である生徒2名が、慰霊のために折った折鶴を持参して追悼した。